# Basswood Lake (Basswood River)
Der Basswood Lake ist ein See an der US-amerikanisch-kanadischen Grenze.

## Lage
Der Basswood Lake liegt zum Teil in der kanadischen Provinz Ontario sowie zum Teil im US-Bundesstaat Minnesota und dort im Lake County. Der stark gegliederte See hat eine Fläche von 92 km² und liegt auf einer Höhe von 396 m. Seine maximale Wassertiefe beträgt 34 m. Der See liegt auf US-amerikanischer Seite im Superior National Forest sowie auf kanadischer Seite im Quetico Provincial Park. Der Basswood Lake wird an seinem östlichen Ende von den Abflüssen des südlich gelegenen Sees Moose Lake sowie des östlich gelegenen Sees Knife Lake gespeist. In den westlichen Seebereich mündet von Süden kommend der Kawishiwi River sowie von Westen kommend der Range River. Der Basswood Lake wird im Westen über den Basswood River zum westlich gelegenen Crooked Lake und weiter zum Lac la Croix entwässert.
Der See gilt als gutes Angelgewässer. Zur Fischfauna zählen: Glasaugenbarsch, Hecht und Steinbarsch.